# Pokal evropskih prvakov 1961-62
Pokal evropskih prvakov 1961-62 je bila peta sezona evropskega klubskega košarkarskega tekmovanja danes znanega kot Evroliga.

## Prvi predkrog
| Prvo moštvo         | Skup. Rez. | Drugo moštvo          | 1. tekma | 2. tekma |
| ------------------- | ---------- | --------------------- | -------- | -------- |
| CS Casablanca       | 84 - 166   | Real Madrid           | 46-84    | 38-82    |
| Celtic Dublin       | 122 - 226  | Antwerp BC            | 62-82    | 60-144   |
| Wolves Amsterdam    | 87 - 113   | Alsace Bagnolet       | 40-52    | 47-61    |
| Etzella Ettelbruck  | 110 - 149  | USC Heidelberg        | 51-66    | 59-83    |
| EK Engelmann Vienna | 141 - 185  | AŠK Olimpija          | 77-99    | 64-86    |
| SISU Copenhagen     | 90 - 156   | Kisa-Toverit Helsinki | 57-70    | 33-86    |
| Hapoel Tel Aviv     | 166 - 130  | Panathinaikos Athens  | 82-58    | 84-72    |
| Wissenschaft Berlin | 119 - 197  | Budapest Honvéd       | 58-84    | 61-113   |
| Benfica Lisbon      | 97 - 174   | Ignis Varese          | 49-73    | 48-101   |

## Prvi krog
| Prvo moštvo           | Skup. Rez. | Drugo moštvo         | 1. tekma | 2. tekma |
| --------------------- | ---------- | -------------------- | -------- | -------- |
| Kisa-Toverit Helsinki | 145 - 179  | Legia Warsaw         | 65-86    | 80-93    |
| Ignis Varese          | 144 - 163  | Real Madrid          | 82-80    | 62-83    |
| USC Heidelberg        | 139 - 192  | AŠK Olimpija         | 81-95    | 58-97    |
| Hapoel Tel Aviv       | 139 - 140  | Darüşşafaka Istanbul | 69-65    | 70-75    |
| Budapest Honvéd       | 148 - 149  | Iskra Svit           | 90-74    | 58-75    |
| Steaua Bucureşti      | 153 - 159  | Dinamo Tbilisi       | 76-77    | 77-82    |
| Antwerp BC            | 137 - 127  | Alsace Bagnolet      | 87-61    | 50-66    |

## Četrtfinale
| Prvo moštvo          | Skup. Rez. | Drugo moštvo   | 1. tekma | 2. tekma |
| -------------------- | ---------- | -------------- | -------- | -------- |
| CSKA Moscow          | 140 - 110  | Iskra Svit     | 85-53    | 55-57    |
| Darüşşafaka Istanbul | 116 - 164  | Dinamo Tbilisi | 67-80    | 49-84    |
| Antwerp BC           | 143 - 173  | AŠK Olimpija   | 87-83    | 56-90    |
| Legia Warsaw         | 144 - 162  | Real Madrid    | 73-62    | 71-100   |

## Polfinale
| Prvo moštvo  | Skup. Rez. | Drugo moštvo   | 1. tekma | 2. tekma |
| ------------ | ---------- | -------------- | -------- | -------- |
| CSKA Moscow  | 137 - 152  | Dinamo Tbilisi | 71-75    | 66-77    |
| AŠK Olimpija | 158 - 160  | Real Madrid    | 105-91   | 53-69    |

## Finale
27. junij 1962, Ženeva, Švica
| Prvo moštvo    | Res.  | Drugo moštvo |
| -------------- | ----- | ------------ |
| Dinamo Tbilisi | 90-83 | Real Madrid  |